# Антон (Брабант)
Вижте пояснителната страница за други личности с името Антон.
Антон (на френски: Antoine de Brabant; * 1 август 1384, † 25 октомври 1415) от младия Дом Бургундия, е граф на Ретел (1393 – 1406), херцог на Лимбург (1404 – 1415), херцог на Брабант (1406 – 1415) и херцог на Люксембург (1411 – 1415).

## Живот
Той е по-малък син на херцог Филип II Смели (Херцогство Бургундия) и Маргарета III Фландърска, графиня на Фландрия, Ретел и Невер. Внук е по бащина линия на френския крал Жан II Добрия и брат на Жан Безстрашни (1371 – 1419), херцог на Бургундия.
На 21 февруари 1402 г. Антон се жени за Жана (Йохана) от Люксембург (* 1380/1385, † 12 август 1407), дъщеря на граф Валеран III от Люксембург-Лини. След смъртта на Жана той се жени на 16 юли 1409 г. в Брюксел за Елизабет от Гьорлиц (* 1390, † 3 август 1451), дъщеря на херцог Йохан от Гьорлиц, племенница на бохемския крал Вацлав IV.
Херцог Антоан Брабантски взема участие в битката при Аженкур на 25 октомври 1415 г. Той пристига след началото на битката и отчаяно встъпва в бойните действия. Антоан е пленен, както и много други. Екзекутиран е същия ден, както и по-малкия му брат Филип II от Невер, по време на избиването на пленници по заповед на краля на Англия Хенри V Завоевател, вероятно без да е разпознат.
Антон е погребан до неговите двама сина Йохан и Филип в „Sint Jan Evangelist kerk“ в Тервьорен, недалеко от Брюксел. Вдовицата му Елизабета бяга след неговата смърт при нейния чичо Сигизмунд Люксембургски и през 1419 г. се омъжва за Йохан от Щраубинг-Холандия, бившият епископ на Лиеж. През 1442 г. тя продава Херцогство Люксембург на Филип Добрия и през 1443 г. му предоставя управлението в Люксембург.

## Деца
От Жана (Йохана) от Люксембургима децата:
- Йохан IV (* 1 ноември 1403, † 17 април 1427), херцог на Брабант и Лимбург
- Филип (* 25 юли 1404, † 4 август 1430), херцог на Брабант и херцог на Лимбург

От Елизабет от Гьорлиц има децата:
- Вилхелм (* април 1410, † 5 юли 1410)
- дете (* и † 1412)

Освен това той има две извънбрачни дъщери:
- Жана, ∞ Филипе дьо ла Виен
- Анне, ∞ 1440 Педро де Пералта и Ецпелета